# Yahia Kébé
Pour les articles homonymes, voir Kébé.
Yahia Kébé, né le 11 juillet 1985 à Ouagadougou, est un footballeur international burkinabé.

## Biographie
Lors de la saison 2005-2006, il dispute 23 matchs et marque 8 buts contribuant à la montée de Libourne-Saint-Seurin en Ligue 2. En 2006-2007, il dispute 36 matchs de Ligue 2 et inscrit 10 buts. 
Ces bonnes performances lui valent un transfert à Troyes qui vise la remontée en Ligue 1. Le club aubois échouera sur la dernière ligne droite dans la saison 2007/2008 au cours de laquelle il a inscrit 8 buts en 32 matchs. 
Le 25 juillet 2014 il rejoint le Raja Club Athletic, où il porte le maillot numéro 15. Lors de son premier match en tant que titulaire avec le Raja de Casablanca durant le 1/16 ème de finale de la coupe du trône, il a participé clairement à la grande victoire de son équipe (5-0) en marquant 3 buts et en donnant 2 passes décisives;

## Statistiques
- 99 matchs (24 buts, 10 passes décisives) en Ligue 2
- 23 matchs (8 buts, 2 passes décisives) en National
- 20 matchs (6 buts) en CFA
- 9 matchs (5 buts) en Coupe de France

Dernière mise à jour : 25 juillet 2014